# Hans Theessink

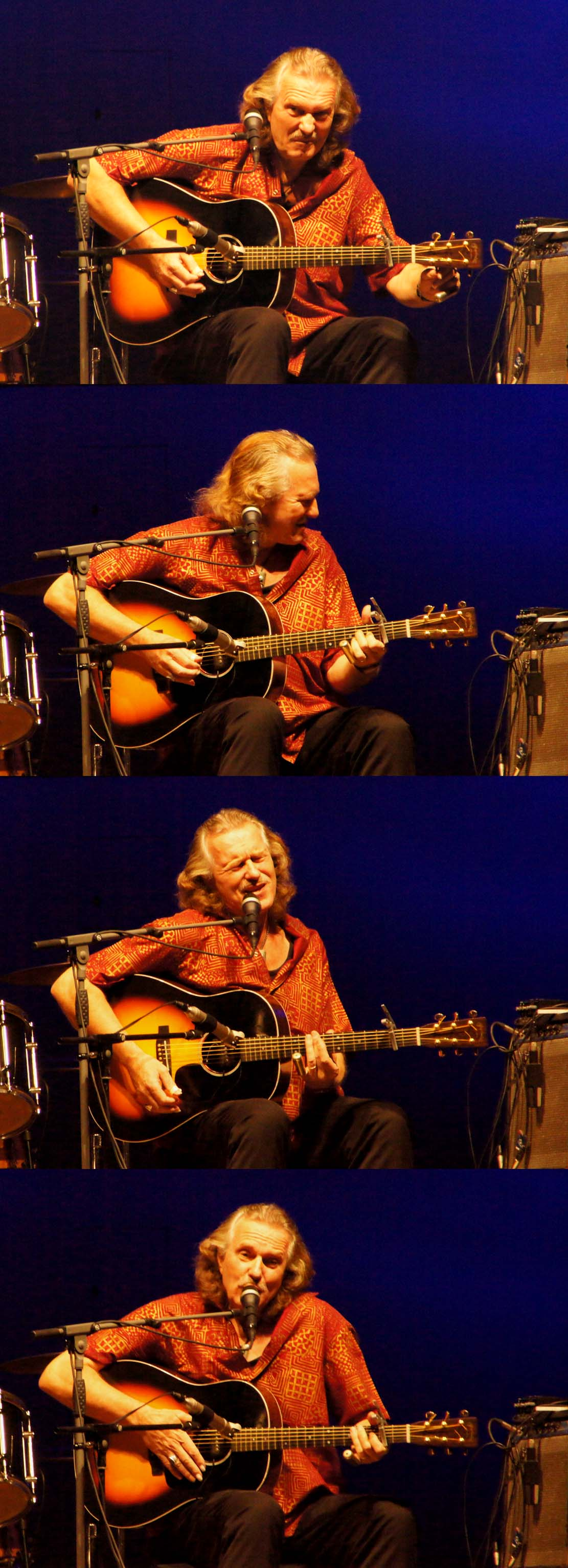
Theessink a bécsi Konzertahusban (2012)

Hans Theessink (Enschede, Hollandia, 1948. április 5. –) holland gitáros, mandolinos, énekes és dalszerző.  

## Pályafutása
1982-től Bécsben  él.  Bluesdalokat és roots musicot ad elő, a Delta blues stílusában. Hangfekvése basszbariton. 20 albumot adott ki. 
2012-ben jelent meg Delta Time című lemeze, amelyen Terry Evans-szel és  Ry Cooderrel játszik.
2013-ban jött ki Wishing Well című nagylemeze,  amely részben retrospektív jellegű. Szerepel a lemezen az akkor újdonságnak számító "House Up On The Hill", melyet a Mississippi árvizei inspiráltak és saját gyermekkori hollandiai emlékei. 

## Külső hivatkozások
- Hans Theessink hivatalos weboldal
- Hans Theessink myspace site
- London gig review October 2007 Archiválva 2007. november 1-i dátummal a Wayback Machine-ben